# Stupeň B1046 Falconu 9
Stupeň B1046 Falconu 9 byl první stupeň rakety Falcon 9 vyráběné společností SpaceX, zároveň se jednalo o první vyrobený exemplář verze Block 5 a tento stupeň se také stal prvním, který byl použit i potřetí.
Poprvé tento první stupeň letěl v květnu 2018, kdy vynášel komunikační družici Bangabandhu-1. Po vynesení nákladu úspěšně přistál na mořské ploše OCISLY, kde byl během převozu zajištěn pomocí speciálního robotu. Po startu vyšlo najevo, že tento stupeň ještě není ve finální konfiguraci, protože nebyly použité nové vylepšené heliové COPV nádrže, které SpaceX začala vyvíjet po nehodě Amos-6 a které měly být jedním z mnoha vylepšení verze Block 5.
Stupeň byl po prvním letu rozebrán, zkontrolován a v srpnu znovu použit pro vynesení satelitu Merah Putih. Poté znovu přistál na plošině OCISLY. Pro třetí misi v prosinci téhož roku, označené SSO-A, při které bylo vyneseno celkem 64 satelitů, byl stupeň převezen na západní pobřeží a odstartoval z Vandenbergovy letecké základny, z rampy SLC-4E. Stal se tak prvním prvním stupněm Falconu 9, který odstartoval ze všech tří ramp, které SpaceX tehdy využívala. Poté přistál na plošině JRTI, která byla při přistání jen 50 km od pobřeží.
Čtvrtý let provedl tento stupeň na začátku roku 2020. Odstartoval s lodí Crew Dragon, která provedla test únikového systému za letu, což byl podle plánů poslední velký test Crew Dragonu před jeho prvním letem s posádkou. Šlo ale i o poslední let tohoto prvního stupně, neboť po úspěšném oddělení Crew Dragonu první stupeň explodoval; což se ale předpokládalo, takže nebyl pro tento let vybaven ani přistávacími nohami, ani roštovými kormidly.

## Historie letů
| Číslo použití | Datum startu (UTC) | Let číslo | Náklad        | Start | Místo startu | Přistání | Místo přistání | Poznámky                                              |
| ------------- | ------------------ | --------- | ------------- | ----- | ------------ | -------- | -------------- | ----------------------------------------------------- |
| 1             | 11. května 2018    | 54        | Bangabandhu-1 |       | KSC LC-39A   |          | OCISLY         | První let verze Block 5                               |
| 2             | 7. srpna 2018      | 60        | Merah Putih   |       | CCAFS SLC-40 |          | OCISLY         | První znovupoužití verze Block 5                      |
| 3             | 3. prosince 2018   | 64        | SSO-A         |       | VAFB SLC-4E  |          | JRTI           | Poprvé, kdy byl první stupeň Falconu 9 použit potřetí |
| 4             | 19. ledna 2020     | 79        | Crew Dragon   |       | KSC LC-39A   |          |                | Test úniku Dragonu za letu                            |